# Beslan Džopva
Beslan Cibovič Džopva (abchazsky Беслан Циба-иԥа Џьапуа, rusky Беслан Цибович Джопуа; * 20. ledna 1962 ve Člou) je abchazský agronom a politik, jenž dvakrát zastával funkci ministra zemědělství částečně mezinárodně uznané republiky Abcházie. Poprvé to bylo v letech 2011 až 2014 a podruhé jím je v současnosti od roku 2020. Souběžně s tímto mandátem vykonával v abchazské vládě do roku 2023 i funkci prvního místopředsedy vlády. V minulosti byl poslancem Abchazského lidového shromáždění.

## Biografie
Džopva se narodil ve východoabchazské obci Člou v okrese Očamčyra dne 20. ledna 1962. V roce 1979 absolvoval střední školu v téže vesnici a nastoupil v Suchumi na vysokoškolské studium na Gruzínské státní univerzitě subtropického zemědělství, kde se specializoval v oboru agronomie. Studium dokončil v roce 1985.
Po dokončení studia se na rok vrátil do Člou, kde pracoval jako agronom-předák v tamním Lakobově kolchozu. Na roky 1986 až 1987 si Džopva odbyl povinnou vojenskou službu v sovětské armádě. Po skončení vojenských povinností nastoupil na rok jako agronom do továrny č. 1 na zpracování čaje v Očamčyře. V letech 1988 až 1991 zahájil svou politickou kariéru, když vedl oddíl pracující mládeže v regionálním výboru očamčyrské sekce komunistického svazu mládeže v Gruzii. Zároveň byl instruktorem v očamčyrském regionálním výboru Komunistické strany Gruzie.
Po rozpadu SSSR se v nových poměrech na rok stal ředitelem centra mládeže v Očamčyře, než vypukla válka v Abcházii v letech 1992 až 1993. V ní se na straně abchazských separatistů aktivně účastnil bojů na východní (tkvarčalské) frontě a sloužil tam i jako komisař. Po skončení bojů se v roce 1993 vrátil do svého oboru a stal se hlavním inženýrem válkou poničené továrny na zpracování čaje v Očamčyře, kde již předtím působil jako agronom. V roce 1998 založil v Očamčyře svou firmu, společnost s ručením omezeným „Universaltogr“ (Универсалторг) a začal podnikat. Až do roku 2008 v této společnosti působil jako ředitel.

### Politická kariéra
V tomto období se také vrátil do aktivní politiky a v roce 2007 kandidoval v parlamentních volbách do Abchazského lidového shromáždění v očamčyrském 29. volebního okruhu. Ve volbách nakonec uspěl a stal se poslancem. Svůj mandát musel v roce 2011 předčasně ukončit, neboť si ho vybral nový prezident Aleksandr Ankvab do své vlády na pozici ministra zemědělství. Do funkce byl uveden 18. října 2011.
Během svého působení na ministerstvu zemědělství se podílel na velkém projektu modernizace tohoto hospodářského odvětví, který zahájil již jeho předchůdce v roce 2009, a pokračovalo se v tom i po jeho konci v ministerském křesle v důsledku protivládních nepokojů v roce 2014 až do roku 2015.
Po svém konci na postu ministra zemědělství se Džopva stáhl z politiky a několik let o něm nebylo slyšet. Po svržení Chadžimbovy vlády v roce 2020 se ale vrátil a byl 28. dubna toho roku jmenován novým prezidentem Aslanem Bžanijou prvním místopředsedou vlády. O dva měsíce později mu Bžanija svěřil ještě rezort ministerstva zemědělství, jež bylo obnoveno poté, kdy ho jeho předchůdce degradoval na státní komisi. Beslan Džopva se tedy stal 19. června podruhé ve své kariéře ministrem zemědělství.
V obsáhlém rozhovoru s novináři z února 2021 zhodnotil práci svého rezortu a pochvaloval si, že se podařilo překonat důsledky invaze cizokrajných škůdců, kteří zasáhli Abcházii v letech 2018 a 2019 a napáchali značné množství škod na subtropických plodinách. Připomněl problémy s vývozem medu, který není v Rusku akceptován jako hotový výrobek, ale pouze jako surovina, neboť v Abcházii není továrna na zpracování medu. Popsal i problémy s investicemi do zemědělství, jehož modernizace byla pozastavena v roce 2015, a nyní by rád přilákal zahraniční partnery, hlavně z Ruska. Dále jmenoval jako další problém odliv lidí z venkova, kde není práce, a tak připravuje pobídku o hodnotě 100 milionů rublů pro vznik malých podniků, jež by podnítily rozvoj agroturistiky v oblastech Abcházie, které nejsou turisticky příliš atraktivní.
1. listopadu 2023 požádal Džopva o uvolnění z funkce prvního místopředsedy vlády při ponechání ministerské funkce. Jeho nástupcem se stal dosavadní ředitel prezidentské kanceláře Džansuch Nanba.